# Brave Story
Brave Story (ブレイブ・ストーリー) es una novela de Miyuki Miyabe publicada por primera vez en Japón el 3 de marzo de 2003. En abril de 2004 se comenzó su adaptación en manga por parte de Yoichiro Ono, y se publicó en la revista Weekly Comic Bunch y consta de 20 volúmenes.
La película de animación fue dirigida por Kôichi Chigira, y surgió de la colaboración entre Fuji Television y el poderoso estudio GONZO Animation. Se estrenó en los cines japoneses por la distribuidora Warner Bros. el 8 de julio de 2006 y en DVD, Blu-ray, HD DVD y UMD el 23 de noviembre de 2006. Una versión de la novela, titulado "Brave Story: New Traveler" también fue lanzada el mismo día del estreno del film de animación para la PlayStation Portable.

## Sinopsis
Brave Story narra la historia de Wataru, un niño de once años que se introduce en un mundo fantástico llamado Visión, donde inicia la búsqueda de la Diosa del destino para que le conceda un deseo: el de volver a unir a su familia. Pero para ello deberá evocar toda su valentía para luchar contra demonios, sus propios amigos e incluso contra sí mismo.

## Brave Story: New Traveler
En esta adaptación de la novela fue lanzada al mismo tiempo que el estreno de la película. En este juego Wataru, el personaje principal de la novela, tiende a pasar a un plano secundario, ya que el protagonismo lo adquiere Tatsuya, otro Viajero de Visión, que llega para cumplir su más profundo deseo: la cura para la enfermedad de su mejor amiga. En su viaje encontrará a Yuno, una encantadora arquera Anhkitkin y Sogreth, un guerrero Waterkin poderoso, amigo de Kee Keema, un miembro del grupo de Wataru. Aparte de Yuno y Sogreth, y del encuentro entre Wataru y Tatsuya, el nuevo Viajero tendrá que encontrar a otros amigos... y también a enemigos.